# Brytyjskie terytoria zamorskie

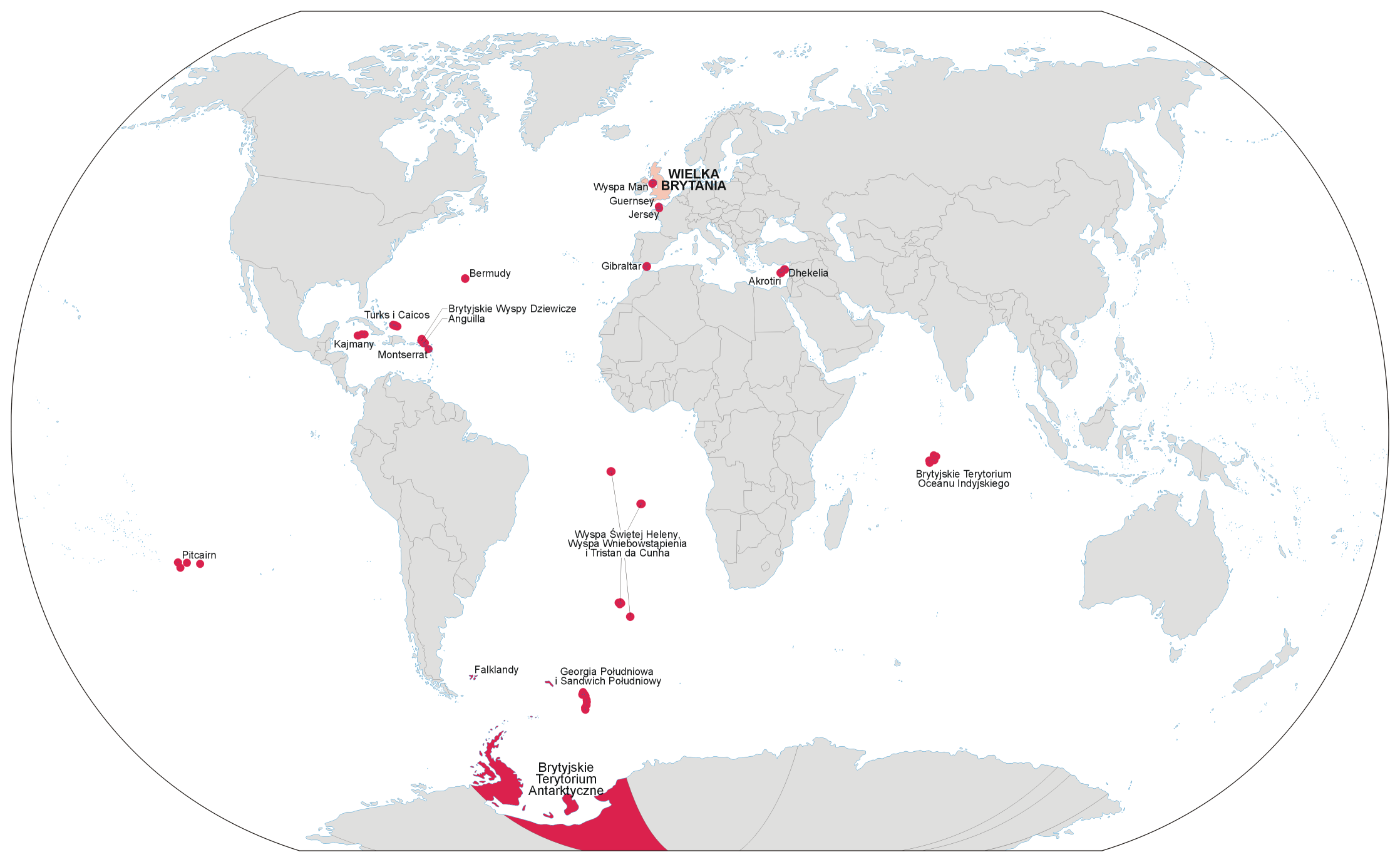
Terytoria zależne Wielkiej Brytanii

Z rozległego niegdyś brytyjskiego imperium kolonialnego pozostało dzisiaj kilkanaście niewielkich terytoriów, które określa się wspólnym mianem terytoriów zamorskich Wielkiej Brytanii (overseas territories). Dawniej używano terminów brytyjskie terytoria zależne (dependent territories) lub kolonie korony brytyjskiej (crown colonies). Terytoria te pozostają pod kontrolą i stałą zależnością Wielkiej Brytanii, ale nie stanowią integralnej części tego państwa.
Status terytoriów zamorskich należy odróżnić od statusu dependencji królewskich (czyli Guernsey, Jersey i Wyspy Man), które łączą z Wielką Brytanią inne więzy konstytucyjne. Nie należy ich także mylić z państwami-członkami Wspólnoty Narodów, w których formalną głową państwa jest król brytyjski Karol III, ale są one całkowicie niezależne od Wielkiej Brytanii (commonwealth realms).
Dawniej, terytoria te miały charaktery typowych kolonii, administrowanych bezpośrednio przez urzędników rządu brytyjskiego. Współcześnie, większość z nich to tzw. kolonie samorządne (self-governing colonies), które są reprezentowane przez Wielką Brytanię tylko w takich dziedzinach jak obronność, relacje międzynarodowe czy kwestie handlowe. Jednak w przeciwieństwie do terytoriów niektórych innych krajów europejskich (np. Francji, Danii czy Holandii) kolonie Korony brytyjskiej nigdy nie miały swoich przedstawicieli w brytyjskim parlamencie.
W imieniu króla terytorium zarządza gubernator, który pochodzi zazwyczaj z Wielkiej Brytanii. W zależności od etapu rozwoju kolonialnego, na którym znajduje się dane terytorium, jego uprawnienia różnią się znacząco.

## Etapy ewolucji kolonialnej
Wielka Brytania wykształciła pewien system o charakterze ewolucyjnym przyznawania coraz to szerszej autonomii swoim terytoriom zamorskim. Końcowym etapem tej ewolucji mogła być pełna suwerenność.
- 1. etap – na tym etapie znajdują się głównie małe, słabo zaludnione terytoria, gdzie nie ma wybieralnego parlamentu, a kolonią rządzi gubernator lub administrator wraz ze swoimi doradcami,
- 2. etap – pojawia się już mały, wybieralny parlament, zazwyczaj nazywany radą legislacyjną (legislative council). Spośród członków tej rady gubernator wyznacza radę wykonawczą (executive council), której przewodniczy, najwyższy rangą spośród wybranych polityków, nazywany jest sekretarzem generalnym (chief secretary),
- 3. etap – pojawia się już lokalny rząd, któremu przewodniczy minister generalny (chief minister), który jest liderem większości parlamentarnej,
- 4. etap – nieomal cała władza wykonawcza zostaje przekazana przez gubernatora lokalnemu premierowi (Premier); terytoria będące na tym etapie, a także niektóre będące na wcześniejszym etapie, określane są mianem kolonii samorządnych (self-governing colony), które często przed uzyskaniem niepodległości otrzymują także status terytorium stowarzyszonego,
- ostatni etap tej ewolucji oznacza suwerenność i niezależność od Wielkiej Brytanii. Premier rządu lokalnego zostaje premierem kraju (Prime Minister), a gubernatora zastępuje gubernator generalny. Nowo powstałe państwa utrzymują pewne więzi z metropolią, głównie w postaci członkostwa we Wspólnocie Narodów, wówczas tytularną głową takiego państwa jest zasiadający na tronie król lub królowa Wielkiej Brytanii. Niektóre kraje po odzyskaniu niepodległości nie przystąpiły jednak do Wspólnoty Narodów.

## Współczesne brytyjskie terytoria zamorskie
(ułożone według ich stopnia autonomii)
4. etap: Bermudy
3. etap: Anguilla, Brytyjskie Wyspy Dziewicze, Gibraltar, Montserrat, Turks i Caicos
2. etap: Falklandy, Kajmany, Pitcairn, Wyspa Świętej Heleny, Wyspa Wniebowstąpienia i Tristan da Cunha
1. etap: Akrotiri i Dhekelia, Brytyjskie Terytorium Antarktyczne, Brytyjskie Terytorium Oceanu Indyjskiego, Georgia Południowa i Sandwich Południowy